# Villa Löbbecke (Uhde)

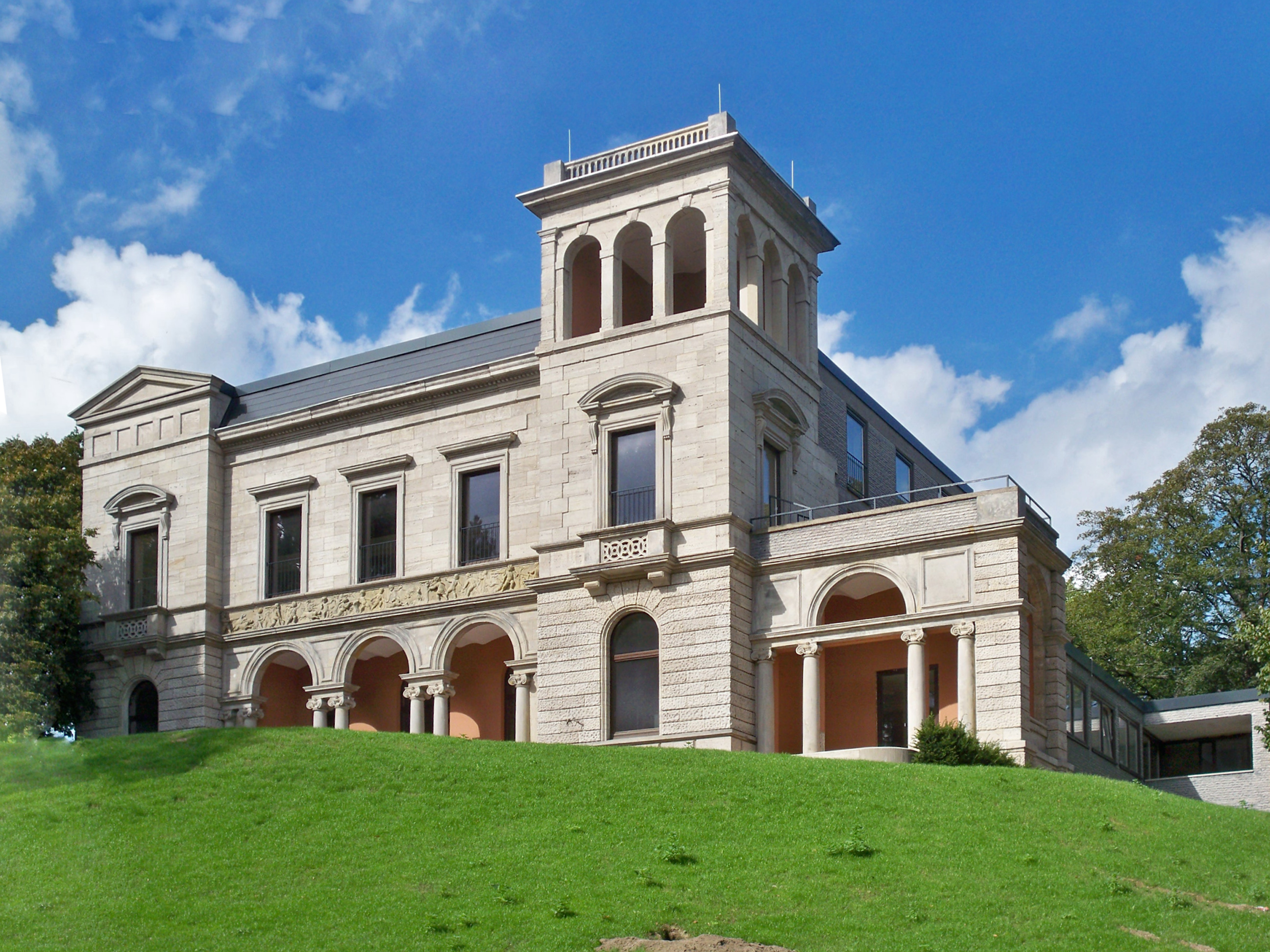
Villa Löbbecke in ihrer heutigen Gestalt

Die Villa Löbbecke in Braunschweig wurde 1880 bis 1881 auf dem sog. Bierbaumschen Gartengrundstück (heutige Adresse: Inselwall 11) durch den Architekten Constantin Uhde errichtet. Die sog. Löbbeckes Insel wird im Norden und Osten von der Oker eingefasst. Im Osten grenzt der Neustadtmühlengraben die (Halb-)Insel von Löbbeckes Garten bzw. vom restlichen Inselwallpark/Gaußpark ab.
Uhde gestaltete die Villa im Auftrage des Bankiers Alfred Löbbecke im Stile der Neorenaissance im römisch-italienischen Stil. 1882 wurde unterhalb der Villa (nach Süden) der Bammelsburger Teich angelegt. Die Gartengestaltung um die Villa herum erfolgte durch Friedrich Kreiß. Seit 1911 trennt ein Zaun Villa und Teich. Die Villa wurde ab 1935 mit Dienstwohnungen für die Braunschweiger SS genutzt. Zuvor fungierte sie als Hauptquartier der SS in Braunschweig. Der Bombenangriff am 14. und 15. Oktober 1944 auf Braunschweig führte zu einer erheblichen Zerstörung der Villa. Ein Abriss der Villa wurde erwogen. Als Gästehaus der Technischen Universität wurde sie nach einem Entwurf von Justus Herrenberger umgestaltet. Die Kubatur blieb weitgehend erhalten.
Die Villa Löbbecke ist kein Baudenkmal im Sinne des Denkmalrechts. Sie liegt aber innerhalb der Freiflächendenkmals Allee am Inselwall in der Gruppe Braunschweiger Wallring (Denkmalatlas-ID: 35999052).